# Cerro Quere-pota
El Cerro Quere-pota es una meseta montañosa ubicada en el parque nacional Canaima, en el extremo este del estado Bolívar en Venezuela, cerca de la frontera con el Territorio del Esequibo. A una altura promedio de 1.325 m s. n. m., el Cerro Purumecte es una de las montañas más altas en Bolívar.

## Ubicación
El Cerro Quere-pota está ubicado en un exclusivo punto natural, rodeado de sabana y tepuies por todas sus coordenadas, del sector Oriental del parque nacional Canaima, en lo que se considera la entrada a la Gran Sabana. El acceso se ubica al sur del Monumento al Soldado Pionero, en la Carretera Troncal N° 10, km. 88, vía Santa Elena de Uairén. El caserío indígena de «Ají» y «Luepa» se encuentran hacia el norte, vía la estación Terrena de Luepa.
Cuenta la leyenda que en el lado oeste del cerro, tras caer la noche, se pueden observar pequeños puntos blancos moviéndose a gran velocidad, pero que al tratar de ser fotografiados desaparecen automáticamente.